# Tache de Bitôt

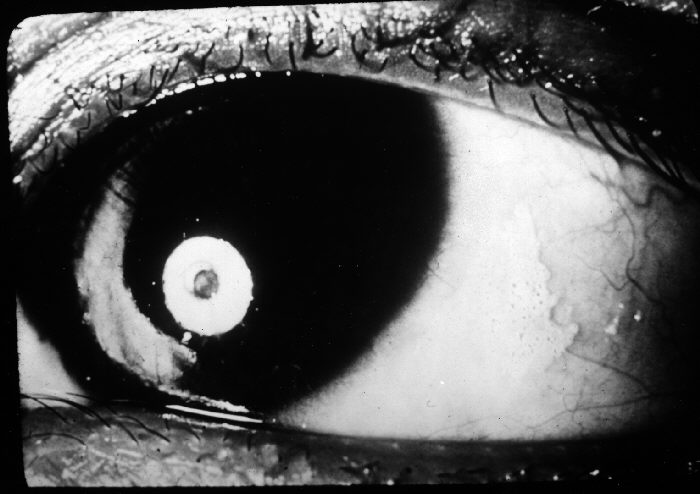
Malnutrition - Taches de Bitot / Taches de Bitot causées par une carence en vitamine A

La Tache de Bitôt ou les taches de Bitôt, sont des accumulations de débris de kératine situés superficiellement dans la conjonctive.
Les taches de Bitôt furent découvertes et analysées par le médecin français Pierre Bitôt en 1863. Elles peuvent être ovales, triangulaires ou de formes irrégulières. Les taches sont blanches ou jaunes d'aspect épidermique qui se développent autour du globe oculaire. Ces taches sont le signe d'une carence en vitamine A et sont associées à la xérose conjonctivale. 
Le traitement se fait au moyen de l'apport de vitamine A et de bêta-carotène.
Dans l'Égypte ancienne, ce mal était traité avec du foie d'animal.